# The Blue Mountains
The Blue Mountains es un pueblo canadiense situado en la provincia de Ontario.

## Superficie
The Blue Mountains tiene una superficie de 284,65 km².

## Demografía
En 2021, tenía 9390 habitantes, una densidad poblacional de 33 hab./km², y 7396 viviendas.